# Brechmorhoga innupta
Brechmorhoga innupta is een libellensoort uit de familie van de korenbouten (Libellulidae), onderorde echte libellen (Anisoptera).
De wetenschappelijke naam Brechmorhoga innupta is voor het eerst geldig gepubliceerd in 1954 door Rácenis.